# Copa de Campeones de la Concacaf 1965
La Copa de Campeones de 1965 fue un intento de la quinta edición de la Copa de Campeones de la Concacaf, que fue cancelada. 
Nuevamente no pudo realizarse la final del torneo, por lo que fue declarada desierta.

## Zona Norteamericana
No se jugó ningún partido ya que ningún club se inscribió.

## Zona Centroamericana

### Primera ronda
| 3 de octubre de 1965 | Águila                                     | 4:1 (2:1) | Aurora     | Estadio Migueleño, San Miguel   |                                 |
|                      | Méndez 80' 87' · Barraza 29' · Pearson 32' |           | Herrera 6' | Asistencia: 10 000 espectadores | Asistencia: 10 000 espectadores |

| 10 de octubre de 1965 | Aurora    | 1:2 (Global 2:6) | Águila               | Estadio del Ejército, Ciudad de Guatemala |  |
|                       | Corán 24' |                  | Pearson 16' · Méndez |                                           |  |

| 3 de octubre de 1965 | Santa Cecilia                | 2:1 (2:1) | Olimpia            | Estadio General Somoza, Managua |  |
|                      | Barrios 20' · Sobalvarro 25' |           | René Rodríguez 12' |                                 |  |

| 10 de octubre de 1965 | Olimpia                                  | 3:0 (1:0) (Global 4:2) | Santa Cecilia | Estadio Nacional, Tegucigalpa |  |
|                       | Iglesias 27' 51' · Ricardo Rodríguez 85' |                        |               |                               |  |

| 17 de octubre de 1965                       | Unión Española | 1:1 (0:0) | Saprissa  | Estadio Juan Arosemena, Ciudad de Panamá                        |                                                                 |
|                                             | Santamaría 60' |           | Grant 77' | Asistencia: 3 902 espectadores Árbitro(s): Juan de Dios Mercado | Asistencia: 3 902 espectadores Árbitro(s): Juan de Dios Mercado |
| El tanto de Jaime Grant fue un gol olímpico |                |           |           |                                                                 |                                                                 |

| 5 de noviembre de 1965 | Saprissa                                               | 8:0 (5:0) (Global 9:1) | Unión Española | Estadio Nacional, San José                                  |                                                             |
|                        | Umaña 20' 37' 41' 88' · Marín 35' 48' 51' · Zúñiga 40' |                        |                | Asistencia: 4 822 espectadores Árbitro(s): Leonel Bojórquez | Asistencia: 4 822 espectadores Árbitro(s): Leonel Bojórquez |

### Segunda ronda
| 23 de octubre de 1965 | Águila                           | 4:2 (1:2) | Olimpia        | Estadio Migueleño, San Miguel |  |
|                       | Pearson 13' 62' · Méndez 50' 87' |           | Flores 19' 39' |                               |  |

| 31 de octubre de 1965 | Olimpia    | 1:0 (0:0) (Global 3:4) | Águila | Estadio Nacional, Tegucigalpa |  |
|                       | Taylor 75' |                        |        |                               |  |

### Tercera ronda
| 27 de marzo de 1966 | Águila      | 1:2 (0:1) | Saprissa                  | Estadio Flor Blanca, San Salvador |                                   |
|                     | Pearson 55' |           | Hernández 40' · Umaña 70' | Árbitro(s): Abel Aguilar Elizalde | Árbitro(s): Abel Aguilar Elizalde |

| 31 de marzo de 1966 | Saprissa | 0:0 (Global 2:1) | Águila | Estadio Nacional, San José |  |
|                     |          |                  |        | Árbitro(s): Alfonso Guzmán |  |

## Zona del Caribe

### Primera ronda

#### Grupo A
Iba a ser jugado en el Estadio del Rif.
| Equipo       | Pts. | PJ | PG | PE | PP | GF | GC | Dif |
| ------------ | ---- | -- | -- | -- | -- | -- | -- | --- |
| Railways     | 0    | 0  | 0  | 0  | 0  | 0  | 0  | 0   |
| Aigle Noir   | 0    | 0  | 0  | 0  | 0  | 0  | 0  | 0   |
| Industriales | 0    | 0  | 0  | 0  | 0  | 0  | 0  | 0   |

| 13 de diciembre de 1965 | Railways | vs. | Industriales | Estadio del Rif, Willemstad |  |

| 15 de diciembre de 1965 | Aigle Noir | vs. | Railways | Estadio del Rif, Willemstad |  |

| 17 de diciembre de 1965 | Industriales | vs. | Aigle Noir | Estadio del Rif, Willemstad |  |

#### Grupo B
Iba a ser jugado en el Wilhelmina Stadion.
| Equipo    | Pts. | PJ | PG | PE | PP | GF | GC | Dif |
| --------- | ---- | -- | -- | -- | -- | -- | -- | --- |
| RCA       | 0    | 0  | 0  | 0  | 0  | 0  | 0  | 0   |
| Transvaal | 0    | 0  | 0  | 0  | 0  | 0  | 0  | 0   |
| Paragon   | 0    | 0  | 0  | 0  | 0  | 0  | 0  | 0   |

| 13 de diciembre de 1965 | Paragon | vs. | Transvaal | Wilhelmina Stadion, Oranjestad |  |

| 15 de diciembre de 1965 | Transvaal | vs. | RCA | Wilhelmina Stadion, Oranjestad |  |

| 17 de diciembre de 1965 | RCA | vs. | Paragon | Wilhelmina Stadion, Oranjestad |  |

### Segunda ronda
| 19 de diciembre de 1965 | 1°A | vs. | 1°B | Wilhelmina Stadion, Oranjestad |  |

- No pudo jugarse porque no se definieron los clasificados.

## Final
| Equipo Local Ida | Resultado | Equipo Visitante Ida | Ida | Vuelta |
| ---------------- | --------- | -------------------- | --- | ------ |
| Saprissa         | -         | Desconocido          | -   | -      |

- No se disputó porque no se conoció al rival de Saprissa.